# قمرة رادكليف

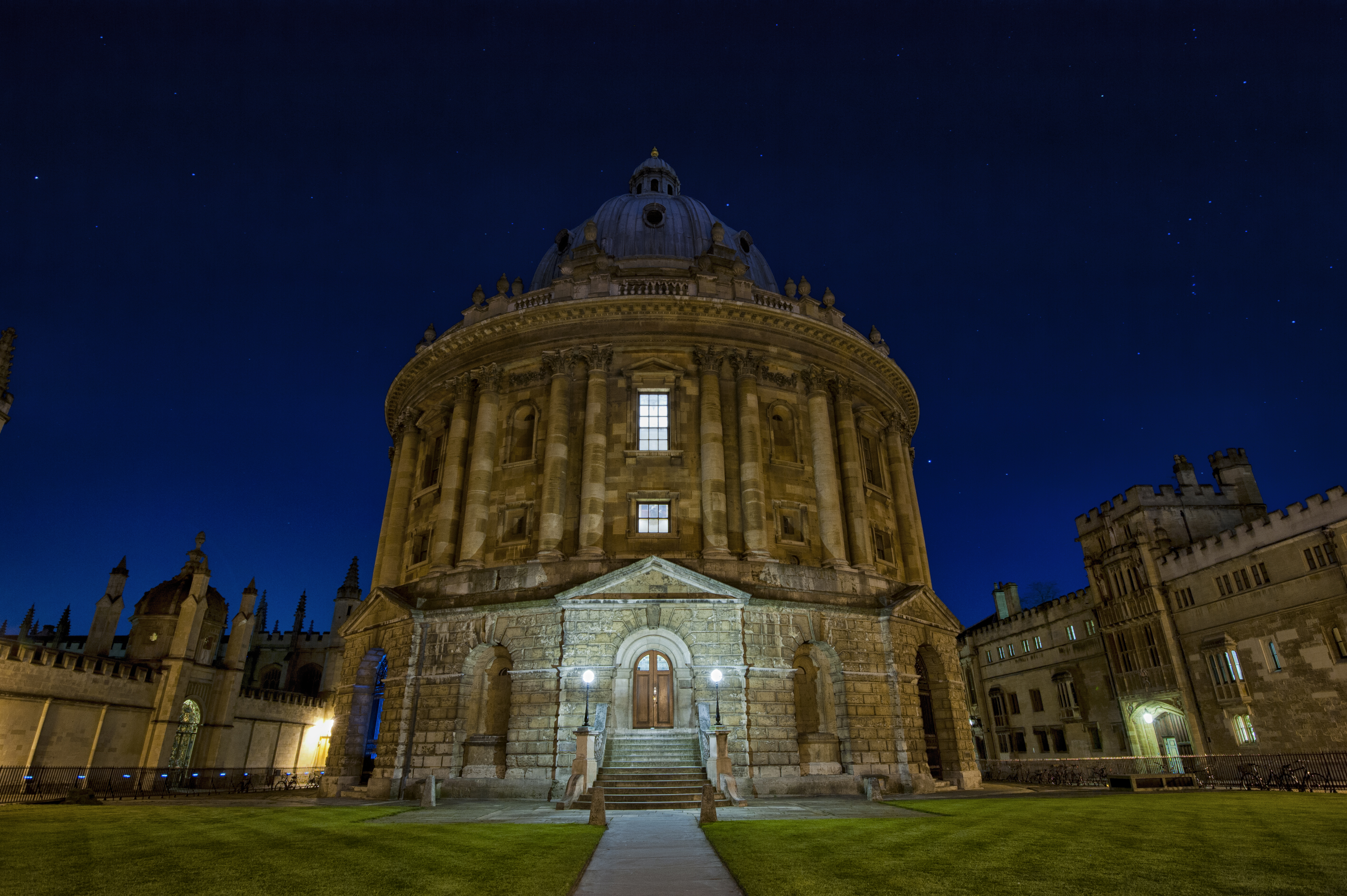
القمرة ليلا

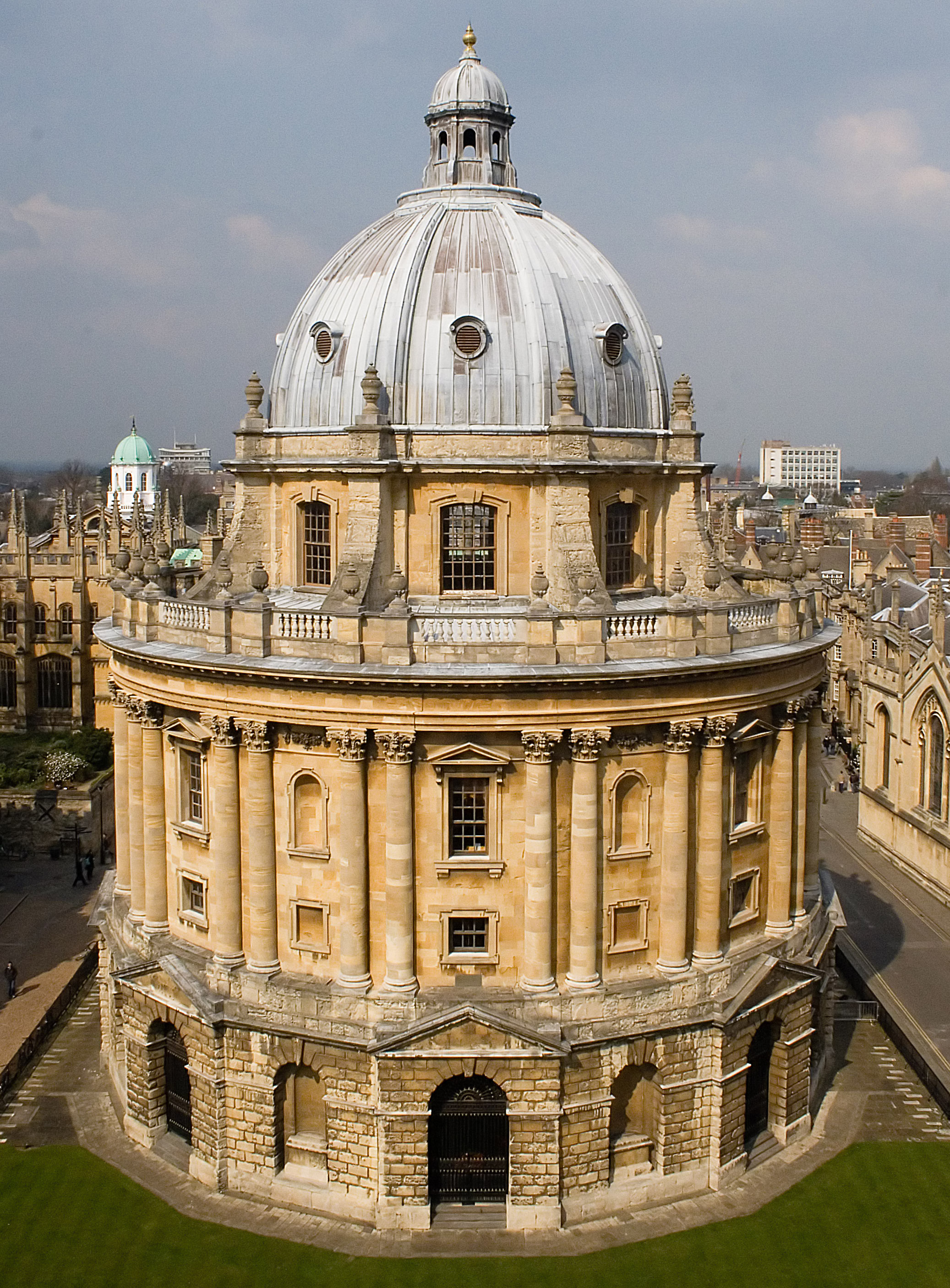

قمرة رادكليف أحد أشهر مباني جامعة أكسفورد، وهي اليوم جزء من مكتبة بودلي.

## التاريخ
صممها جيمز غيبز بطراز تقليدي إحيائي، وشُرع في تشييد المبنى سنة 1739م ليُفتتح سنة 1749م، بتمويل من السير جون رادكليف وكان طبيبا وأكاديميا وسياسيا بارزا ترك في وصيته مبلغ أربعين ألف جنيها لإنجاز المشروع، ومائة جنيها سنويا لشراء الكتب «إلى الأبد»، ابتداء من السنة الثلاثين بعد تاريخ وفاته. 

## الأمانة
اختير أمين المكتبة بتشاور بين العديد من أعيان البلاد، ومنهم مطران كانتربري، والسيد المستشار، ورئيس الجامعة، وأسقف لندن، وأسقف وينشستر، ووزير الداخلية، ووزير الخارجية، والسيد رئيس قضاة المقعد الملكي، والسيد رئيس قضاة الدعاوى العمومية، وأمين السجلات [الإنجليزية].

## جزء من مكتبة بودلي
تحوي اليوم غرف مطالعة للمكتبة الجامعية الرئيسية (مكتبة بودلي) وترتبط بها عبر نفق.